# 敷戸団地
敷戸団地（しきどだんち）は、大分県大分市敷戸にある住宅団地である。

## 概要
大分市中心部から南南東方向に約6kmの距離に位置する。大分川の一次支流である寒田川からさらに分岐した敷戸川及び一の瀬川に西東を挟まれた、比較的急傾斜の台地に開発された大規模な住宅団地である。近隣を国道10号が走る。

1959年からの大分臨海工業地帯の開発、及び、1964年の新産業都市指定に伴う人口増加に対応するために開発された。大分県開発公社による開発面積は約54万km2、戸数は1,805戸。うち、県営住宅が901戸、市営住宅が306戸、分譲住宅が368戸、分譲宅地が230戸分であった。

1967年（昭和42年）から1975年（昭和50年）にかけて造成され、総面積は約63万km2。戸数は約2,900戸。町名としては、敷戸北町、敷戸西町、敷戸東町、敷戸南町、敷戸新町を含む。
敷戸新町はその名の通り最も新しく開発された地区で、最も国道10号に近い。市営住宅が中心であり、この地区のみ大分市立鴛野小学校が開校した際に、鴛野小学校区となった。
周囲には、星和台、芳河原台、敷戸台が開発されている。
団地内には、1972年（昭和47年）4月に大分市立敷戸小学校が開校している。1978年（昭和53年）の最大時には生徒数が1,400人を超える大分県一の大規模校となったこともあったが、1979年（昭和54年）に大分市立鴛野小学校が分離したことに加えて、近年は団地住民の高齢化が進み、生徒数は400人程度になっている。
1987年（昭和62年）2月22日には、JR九州豊肥本線の本団地付近に敷戸駅が開業している。

## 人口
- 総世帯数 - 2,729世帯
- 総人口 - 7,002人
- 町丁別
  - 敷戸北町 - 世帯数 553世帯、人口 1,363人
  - 敷戸西町 - 世帯数 420世帯、人口 961人
  - 敷戸東町 - 世帯数 654世帯、人口 1,564人
  - 敷戸南町 - 世帯数 250世帯、人口 561人
  - 敷戸新町 - 世帯数 775世帯、人口 2,003人

（2009年3月末現在、大分市統計による）

## 施設
- 教育施設
  - 大分市立敷戸小学校
  - 大分市立敷戸幼稚園
  - 敷戸ふない幼稚園
  - 私立敷戸保育園
- 公共施設
  - 大分敷戸団地郵便局
- 商業施設
  - マルミヤストア敷戸店（2013年6月7日開店、旧サンライフ敷戸店）